# Philipp Pinter
Philipp Pinter (* 18. Jänner 1985 in Villach) ist ein ehemaliger österreichischer Eishockeyspieler (Stürmer).
Er absolvierte im Laufe seiner Karriere über 600 Partien in der Österreichischen Eishockey-Liga und wurde dreimal österreichischer Meister (ein Titel mit dem EC VSV, zwei Titel mit dem EC Red Bull Salzburg).

## Karriere
Philipp Pinter erlernte das Eishockey im Nachwuchs des sechsfachen österreichischen Meisters EC VSV. Pinter startete mit sechs Jahren seine Eishockeykarriere und durchlief alle Nachwuchsmannschaften des VSV. Schon früh konnte er sich als großes Talent des Nachwuchses ins Rampenlicht spielen und schaffte schließlich als einziger VSV-Spieler seines Jahrganges den erfolgreichen Sprung in die Profimannschaft.

### Erfolge mit dem EC VSV
Im Alter von 16 Jahren debütierte Pinter unter Coach Ron Kennedy in der Bundesligamannschaft und kam bereits in seiner ersten Saison, die er gleich mit dem Österreichischen Meistertitel beendete, auf 21 Einsätze. Nebenbei spielte er erfolgreich in der Nachwuchsmeisterschaft, wurde erstmals ins U18-Nationalteam eingeladen und beendete das Turnier in Maribor als zweitbester Scorer der Österreicher. In den folgenden beiden Spielzeiten spielte er weiterhin in der Bundesliga, wo er zwei Vizemeistertitel feiern konnte, und in den Nachwuchsmannschaften des VSV. Er vertrat Österreich bei der U20-Weltmeisterschaft der Division I in Bled und schaffte mit der U20-Nationalauswahl den Aufstieg in die Top-Division der Weltmeisterschaft. Im folgenden Jahr konnte sich die österreichische Mannschaft zwar nicht in dieser halten, doch Pinter konnte mit seiner Leistung Teamkollege Thomas Vanek beeindrucken, der ihm daraufhin zu einem Engagement in der United States Hockey League verhalf.

### Junioren-Eishockey in Nordamerika
Im Sommer 2004 wechselte Pinter zu den Des Moines Buccaneers, wo er sich aufgrund von Krankheit und Verletzungspech nicht durchsetzen konnte. Wieder gesundet konnte er im Team mit Andreas Nödl und Michael Grabner bei der U20-B-WM überzeugen und wechselte anschließend in die Eastern Junior Hockey League zu den Valley Junior Warriors. Dort konnte er sich in Szene setzen und bekam nach dem Ausscheiden in den Play-offs das Angebot, in der folgenden Saison wieder zurückzukehren. Doch mittlerweile hatte in Salzburg Trainerlegende Hardy Nilsson das Ruder übernommen. Mit der Perspektive unter dem Schweden trainieren zu können, wechselte Pinter zurück nach Österreich zum EC Red Bull Salzburg.

### Meistertitel mit dem EC Red Bull Salzburg
Philipp Pinter konnte sich schnell in der Mannschaft etablieren und kam - trotz einer Schulterverletzung - auf 49 Einsätze in der Kampfmannschaft. In der darauf folgenden Saison konnten sich die Bulls weiter steigern und gewannen den ersten Meistertitel. Pinter krönte die Meistersaison noch mit der Wahl zum YoungStar des Jahres.
In der Saison 2007/08 kam es mit der Verpflichtung von Pierre Pagé zu einer weiteren Aufwertung des Eishockeysstandortes Salzburg. Philipp Pinter avancierte zum wertvollen Teamspieler, der nicht nur die jungen Nachwuchsspieler im Team führte, sondern auch konsequent in allen Special Teams zum Einsatz kam. Nach einer wechselhaften Saison in der EBEL konnte er schließlich, bereits zum insgesamt dritten Mal, den Österreichischen Meistertitel feiern. Mit der Einladung zum Österreichischen Nationalteam und seinem erfolgreichen Auftritt bei der Euro-Ice-Hockey-Challenge in Polen konnte er auf die bisher erfolgreichste Saison seiner Karriere zurückblicken.

### Ab 2010
Nach drei Saisons von 2010 bis 2013 bei den Vienna Capitals wechselte er im August 2013 nach Deutschland in die DEL2 zu den Lausitzer Füchsen. Nach einem Jahr Gastspiel in Deutschland kehrte der Stürmer nach Österreich zurück und unterzeichnete einen Vertrag bei den EC Graz 99ers.
Pinter war in der Saison 2014/15 Alternativkapitän und 2015/16 Teamkapitän der Grazer, welche aber in beiden Spielzeiten das Play-off verpassten. Da Pinter in der letzten Spielzeit in 54 Einsätzen nur drei Tore und neun Assists erreicht hatte, wurde er zusammen mit acht weiteren Spielern am Ende der Saison entlassen.
Im Oktober 2016 wurde Pinter für sechs Spiele vom EC VSV unter Vertrag genommen. Nach den sechs Spielen verlängerte der VSV mit Pinter um einen Monat. Im Jänner 2017 gab er sein Karriereende bekannt. Bei der U20-Weltmeisterschaft 2018 war er Co-Trainer der österreichischen Junioren, die in der A-Gruppe der Division I spielten.

## Erfolge und Auszeichnungen
| - 2002 Österreichischer Meister mit dem EC VSV - 2003 Aufstieg in die Top-Division bei der U20-Weltmeisterschaft der Division I - 2003 Österreichischer Vizemeister mit dem EC VSV - 2004 Österreichischer Vizemeister mit dem EC VSV - 2006 Österreichischer Vizemeister mit dem EC Red Bull Salzburg | - 2006 EBEL-YoungStar November - 2007 Österreichischer Meister mit dem EC Red Bull Salzburg - 2007 EBEL-YoungStar des Jahres - 2008 Österreichischer Meister mit dem EC Red Bull Salzburg |

## Karrierestatistik

### International
Vertrat Österreich bei:
- U18-Junioren-Weltmeisterschaft der Division I 2002
- U20-Junioren-Weltmeisterschaft der Division I 2003
- U18-Junioren-Weltmeisterschaft der Division I 2003
- U20-Junioren-Weltmeisterschaft 2004
- U20-Junioren-Weltmeisterschaft der Division I 2005

(Legende zur Spielerstatistik: Sp oder GP = absolvierte Spiele; T oder G = erzielte Tore; V oder A = erzielte Assists; Pkt oder Pts = erzielte Scorerpunkte; SM oder PIM = erhaltene Strafminuten; +/− = Plus/Minus-Bilanz; PP = erzielte Überzahltore; SH = erzielte Unterzahltore; GW = erzielte Siegtore; 1 Play-downs/Relegation; Kursiv: Statistik nicht vollständig)